# Anwendungsbeobachtung
Als Anwendungsbeobachtung (AWB) bezeichnet man im Bereich der medizinischen Forschung nicht-interventionelle Studien, die dazu bestimmt sind, Erkenntnisse bei der Anwendung zugelassener oder registrierter Arzneimittel zu sammeln. Anwendungsbeobachtungen sind von klinischen Studien – und somit auch in Deutschland von der Anwendbarkeit der §§ 40 bis 42 Arzneimittelgesetzes (AMG) – abzugrenzen.

## Begriff und Einordnung
Gemäß § 28 Abs. 3a AMG kann die zuständige Bundesoberbehörde gegenüber dem pharmazeutischen Unternehmer per Auflage anordnen, im Interesse der Arzneimittelsicherheit Anwendungsbeobachtungen durchzuführen.
In § 67 Abs. 6 AMG ist die Verpflichtung des pharmazeutischen Unternehmers geregelt, „Untersuchungen, die dazu bestimmt sind, Erkenntnisse bei der Anwendung zugelassener und registrierter Arzneimittel zu sammeln“ bei der zuständigen Kassenärztlichen Bundesvereinigung, dem Spitzenverband Bund der Krankenkassen sowie der zuständigen Bundesoberbehörde anzumelden.
Das Bundesinstitut für Arzneimittel und Medizinprodukte (BfArM) hat in seinen Empfehlungen zur Planung, Durchführung und Auswertung von Anwendungsbeobachtungen vom 12. November 1998 den Begriff wie folgt bestimmt:

„Anwendungsbeobachtungen sind Beobachtungsstudien, die dazu bestimmt sind, Erkenntnisse bei der Anwendung verkehrsfähiger Arzneimittel zu sammeln. Ihr besonderes Charakteristikum ist die weitgehende Durchführung der Therapie im Einzelfall. Ziel ist die Beobachtung von Behandlungsmaßnahmen in der routinemäßigen Anwendung durch Arzt und Patient. Eine Anwendungsbeobachtung kann ohne Vergleichsgruppe, z. B. arzneimittelorientiert, oder mit zwei oder mehr zu vergleichenden Gruppen, z. B. indikationsorientiert, angelegt sein. Sie wird mit Handelsware durchgeführt.“

Im Gegensatz zu klinischen Studien handelt es sich bei Beobachtungsstudien demzufolge um prospektive oder retrospektive Beobachtungsstudien in Form der Kohortenstudie. Sie verfolgen das Ziel, eine Vielzahl von Einzelfällen zu dokumentieren und dann einer speziellen Bewertung zuzuführen. Anwendungsbeobachtungen folgen keinem Prüfplan. Allerdings gibt es – jedenfalls im Idealfall – einen Studienplan, der sich im Wesentlichen aus einem Beobachtungs- und einem Auswertungsplan zusammensetzt.
Es ist dem Auftraggeber verwehrt, dem betreuenden Arzt über die patientengerechte Therapie hinaus spezielle Therapie- oder Diagnoseverfahren bzw. zusätzliche Untersuchungen aufzuerlegen, was für den Patienten eine Verringerung des Risikos bedeutet. Während der Beobachtungszeit soll die Befunderhebung durch den Arzt nach einheitlichen Standards erfolgen. Wegen des nicht-interventionellen Charakters der Anwendungsbeobachtung gibt es weder eine gesetzliche Verpflichtung noch eine Praxis der zusätzlichen Patientenversicherung.
Im Arzneimittelgesetz findet sich zum Begriff Anwendungsbeobachtung keine ausdrückliche Legaldefinition.

## Zweck der Anwendungsbeobachtung
Theoretisch ermöglicht eine AWB dem Auftraggeber, meist ein pharmazeutisches Unternehmen, für die Sicherheit von Patienten Erkenntnisse über Risiken und Nebenwirkungen sowie die Wirksamkeit des Präparates zu gewinnen. Gegenüber der klinischen Prüfung kann eine AWB ein größeres Patientenkollektiv über einen längeren Anwendungszeitraum beobachten. Auf diese Weise ist es gegebenenfalls möglich, Arzneimittelnebenwirkungen zu entdecken, die verhältnismäßig selten oder erst über einen längeren Anwendungszeitraum auftreten. Darüber hinaus kann sie zur Identifizierung unbekannter seltener Sicherheitsprobleme und Erkennen von Risiken in bestimmten Bevölkerungsgruppen (Schwangere, Patienten verschiedenen Alters bzw. Geschlechts) führen. Neben der vom pharmazeutischen Unternehmen initiierten AWB kann die zuständige Bundesoberbehörde diesem auch gemäß § 28 Abs. 3a AMG per Auflage die Durchführung einer AWB anordnen und die Vorlage des Untersuchungsergebnisses aufgeben.

## Durchführung und Häufigkeit von AWB
Für eine AWB tragen die beteiligte Ärzte ihre Beobachtungen in einen Fragebogen ein oder kreuzen entsprechende Felder an. Entsprechende Labordaten werden gegebenenfalls beigefügt. Vom beauftragenden Unternehmen erhalten sie dafür ein Entgelt. 2014 nahmen 10 % der zirka 17.000 niedergelassenen Ärzte an einer AWB teil. 2019 fanden laut Kassenärztlicher Vereinigung 438 AWB zu 358 Medikamenten mit 18.500 Beteiligungen statt.

## Auswirkungen der Beobachtungen
Laut einer Studie durch Auswertung der Daten von fast 7000 Ärzten verordnen Teilnehmer einer AWB das entsprechende Medikament signifikant vermehrt: die Verschreibungen lagen um zirka 8 % höher. Auch ein Jahr nach Beendigung einer AWB lagen die Verschreibungen noch 7 % höher als in der Vergleichsgruppe.
AWB können ein Anreiz für die beteiligten Ärzte sein, womöglich nicht das für den Patienten beste Medikament zu verschreiben, sondern eins, für das es eine Zusatzprämie gibt.

## Entgelt
Die Spannweite der Entlohnung durch das Pharmaunternehmen für die Teilnahme eines Mediziners an einer AWB liegt zwischen 100 und 7000 Euro pro Patient. Laut Kassenärztlicher Bundesvereinigung bekamen 2019 die Ärzte im Durchschnitt 140 Euro pro Patient vom jeweiligen Pharmaunternehmen überwiesen; die höchsten gezahlten „Aufwandsentschädigungen“ seien 1437 Euro pro Patient gewesen. Die Firma Allergan zahlte zum Beispiel für Beobachtungen zur Anwendungen von Augentropfen 375 Euro pro Patient.

## Rezeption
Anwendungsbeobachtungen werden kritisiert, sowohl von wissenschaftlicher Seite als auch von der Kassenärztlichen Bundesvereinigung und mehreren Kassenärztlichen Landesvereinigungen. Es wird insbesondere darauf hingewiesen, dass nur eine sehr geringe Zahl von Anwendungsbeobachtungen methodisch abgesichert ist (durch Studienpläne, Protokolle usw.). Überdies wird moniert, dass der größte Teil der AWB nicht veröffentlicht wird, obwohl dies laut Bundesinstitut für Arzneimittel und Medizinprodukte (BfArM) vorgesehen ist. Vorgeworfen wird den Pharma-Unternehmen, dass sie Anwendungsbeobachtungen lediglich als Marketing-Instrumente einsetzen, um den Absatz ihrer Medikamente zu erhöhen.
Auch wird diskutiert, ob die Beteiligung der Ärzte an den Anwendungsbeobachtungen nicht sogar den Straftatbestand der Korruption erfüllt.